# Danielle Harold
Danielle Amy Louise Harold (nascida em 30 de maio de 1992) é uma atriz inglesa, melhor conhecida por seu papel como adolescente Lola Pearce na série EastEnders, da BBC.

## Carreira
Em 2011, Danielle apareceu no programa Jamie's Dream School.
Em 12 de junho de 2011 entrou para o elenco principal da série de sucesso britânica EastEnders, onde ela interpreta a teimosa e problemática Lola Pearce, neta de Billy Mitchell e Julie Perkins.  Em junho de 2015, foi anunciado que Danielle iria deixar a série no mesmo ano.

## Filmografia

### Séries de televisão
| Ano             | Título     | Personagem  | Notas         |
| --------------- | ---------- | ----------- | ------------- |
| 2011 - presente | EastEnders | Lola Pearce | 323 episódios |

### Aparições
| Ano  | Título               | Notas       |
| ---- | -------------------- | ----------- |
| 2011 | Jamie's Dream School | 7 episódios |